# Лептири
Лептири (лат. Lepidoptera) други су по величини ред инсеката, коме припадају дневни лептири, мољци и ноћни лептири. Одрасле јединке имају два пара мембранастих крила и усни апарат прилагођен за сркање. 
Ред има око 180.000 врста подељених у 127 породица и 46 надпородица. Научни назив потиче од грчких речи lepido (љуспа, крљушт) и pteron (крило). Дневни лептири (Rhopalocera) су велики кладус из реда лептира (Lepidoptera). Одрасли дневни лептири имају велика, често јарко обојена крила, која видљиво, подрхтавају у лету. Ова група се састоји од велике натпородице Papilionoidea (једрилци) и две мање надпородице, скелари (Hesperioidea) и мољци-лептири (Hedyloidea). Фосили лептира који су пронађени стари су око 56 милиона година. 
Лептири пролазе кроз потпуну метаморфозу, која обухвата четири фазе животног циклуса. Крилати одрасли полажу јаја на биљку хранитељку којом ће њихове ларве, познате као гусенице да се хране. Гусенице расту, понекад врло брзо, а када се потпуно развију, учауре се у лутку. Када се метаморфоза заврши, кожа лутке се цепа, одрасли инсект пење се, и након што су се крила проширила и осушила, он одлети. Неки лептири, посебно у тропским крајевима, имају неколико генерација у току једне године, док други имају једну генерацију, а неким врстама које насељавају хладнија станишта може бити потребно неколико година да прођу кроз цео животни циклус.
Лептири су често полиморфни и многе врсте користе камуфлажу и мимикрију да би избегле своје предаторе. Неке врсте, попут монарха и чкаљевца (енгл. painted lady), прелазе велике раздаљине. Неки лептири и мољци живе у симбиози или коменсализму са другим организмима (нпр. са мравима), многе лептире нападају паразити и паразитоиди, који живе у телима других организама, укључујући протозое, двокрилце, неке врсте оса и друге бескичмењаке или су плен других организама. Неке врсте лептира су штеточине (док су у фази ларве), јер могу оштетити домаће усеве или дрвеће; остале врсте су опрашивачи неких биљака, а гусенице неких врста лептира једу штетне инсекте. У култури, лептири су популарни мотив визуелних и књижевних уметности.

## Биологија

### Основне одлике
Одрасле лептире одликују два пара крила, од којих потиче латинско име реда Lepidoptera - љуспокрилци. Lepidoptera је кованица старогрчких речи λεπις (лепис што значи љуспа) и πτερον (птерон што значи крило). Ове љуспе дају крилима лептира боју: оне су пигментисане меланином што им даје црну и браон боју, као и дериватима уринске киселине и флавонима који им дају жуту боју, а микроструктуре љуспица и длака стварају структурну обојеност од које потичу плава, зелена, црвена боја и ефекат преливања у дугиним бојама.
Као и код свих инсеката, тело је подељен на три дела: главу (caput), груди (thorax) и трбух (abdomen). Груди се састоје од три сегмента, сваки са паром ногу. За разлику од већине породица дневних лептира мољци могу имати кончасте или перасте антене. Сисаљка када није у употреби је савијена у спиралу, а користи се за сисање нектара из цветова.
Крила дневних лептира су релативно светлих боја, за разлику од већине мољаца који лете ноћу и чија су крила често обојена тако да им пружају добру камуфлажу. Дневни лептири у стању мировања држе крила усправно изнад тела, док мољци држе своја крила водоравно (при чему крила додирују површину на којој мољац стоји) или их криволико положе преко тела. Неки дневни мољци, као што је колибрић (Macroglossum stellatarum) су изузеци од ових правила.
Ларве дневних лептира, гусенице, имају јаке главе на којима се налази кратак снажни усни прибор за грицкање хране, најчешће лишћа. Имају цилиндрична тела, трбух има десет сегмената, обично са пет пари лажних ногу на сегментима 3, 4, 5, 6 и 10; на грудима се налазе три пара правих ногу које имају пет сегмената. Многе гусенице су добро камуфлиране; друге су апостематици светлих боја које имају чекиње које садрже токсичне хемикалије добијене из биљака којим се хране. Лутке дневних лептира, за разлику од мољаца, нису умотане у чауру. Многе врсте лептира су полно диморфне. Већина врста дневних лептира има ZW детерминацију пола где је женски пол хетерогаметан, а мушки хомогаметан.

## Дистрибуција и миграција
Дневни лептири насељавају цели свет изузев Антарктика, а постоји око 18.500 врста. Од тога, 775 насељава Неарктик; 7.700 Неотропе; 1.575 Палеоарктик (Европа, Азија, Хималаји и северна Африка); 3.650 Афротропе (јужна Африка и Мадагаскар); а 4.800 насељава Далеки исток и Аустралију и Океанију. Монарх (Danaus plexippus) је врста лептира пореклом из Америка, која се у деветнаестом веку или пре, почела ширити широм света, а данас насељава и Аустралију, Нови Зеланд и друге делове Океаније, као и Иберијско полуострво. Није јасно како је лептир монарх населио нове територије; могуће је да је одрасле лептире донео ветар или да су гусенице или лутке случајно пренели људи, али је присуство одговарајућих биљака домаћина у новој средини било потреба за његово успешно насељавање.
Многи дневни лептири, као што су чкаљевац, монарх и неколико врста лептира из подпородице Danainae, прелазе велике раздаљине у току својих миграција. Ове миграције се могу одвијати током више генерација и ниједна појединачно не заврши цео пут. Популација монарха у источној Северној Америци да би презимила лети на југозапад у Мексико при чему прелази хиљаде километара. У пролеће долази до миграције у супротном смеру. Недавно је доказано да британски чкаљевац прелази пут од 14.500 km у неколико корака до шест узастопних генерација, од тропске Африке до Арктичког круга. Што је дупло дужа раздаљина од оне коју прелази монарх (на познатом миграторном путу). У Индији долази до спектакуларних великих миграција повезаних са монсунима. У скорије време миграције лептира су проучаване помоћу означавања крила и коришћења стабилних водоникових изотопа.
Дневни лептири се оријентишу посматрајући небо. Они могу да виде поларизовану светлост и стога могу да се оријентишу чак и у облачним условима. Изгледа да је посебно важна поларизована светлост у близини ултраљубичастог спектра. Многи дневни лептири који се селе живе у полу-сушним подручјима где је сезона парења кратка. Животна историја њихових биљака домаћина, такође утиче на понашање лептира.

## Јаја
Јаја дневних лептира су заштићена чврстим делом спољашњег слоја омотача, који се назива хорион. Он је обложен танким слојем воска који штити јаје од исушивања пре него што ларва има времена да се у потпуности развије. Свако јаје садржи велики број ситних отвора левака на једном крају, под називом микропилес; сврха тих рупа је да омогући да сперма уђе и оплоди јајну ћелију. Јаја дневних лептира варирају у величини и облику између врста, али су обично у усправном положају и фино извајана. Неке врсте полажу јаја појединачно, друге у серијама. Многе женке произведу између стотину и две стотине јаја.
Јаја дневних лептира су причвршћена за лист посебним лепком који брзо постаје чврст. Како постаје чвршћи смањује се, деформише облик јајета. Овај лепак се лако може видети, окружује базу сваког јајета формирајући менискус. Природа лепка је мало истраживана, али у случају великог купусара (Pieris brassicae), почиње као бледожуто зрнасти секрет који садржи ацидофилне протеине. Вискозан је и затамњује се када се изложи ваздуху, постаје водо-нерастворан, гумени материјал који ускоро постаје чврст. Дневни лептири из рода Agathymus не полажу своја јаја на лист, уместо тога ново полегнута јаја падају у подножје биљке.
Јаја су скоро увек положена на биљкама. Свака врста дневног лептира има своју палету биљака домаћина и док су неке врсте дневних лептира ограничене на само једну врсту биљке, други користе низ биљних врста, често укључујући и припаднике једне породице. Код неких врста јаја се полажу у близини, а не на биљке којима се хране. Ово се највероватније дешава када јаје презимљава пре излегања и где биљка домаћин зими губи своје лишће.
Фаза јајета траје неколико недеља код већине врста дневних лептира, али јаја положена близу зиме, посебно у регионима са умереном климом, пролазе кроз фазу дијапаузе (мировања), а до излегања долази само у пролеће. Неки дневни лептири из региона са умереном климом полажу јаја у пролеће, а гусенице се излежу у лето.

## Гусенице
Ларве дневних лептира - гусенице се хране лишћем биљака и проводе практично све своје време у храњењу и потрази за храном. Иако су гусеница већине врста биљоједи, гусенице неких врста су предатори: Spalgis epius се храни штитастим вашима, док се врсте из породице плаваца као што је Liphyra brassolis хране ларвама мрава.
Неке гусенице, посебно оне из породице плаваца (Lycaenidae), су у односу мутуализма са мравима. Оне комуницирају са мравима користећи вибрације које се преносе кроз подлогу као и употребом хемијских сигнала. Мрави пружају одређени степен заштите овим гусеницама, а оне заузврат луче медну росу. Гусенице пегавог мравника (Phengaris arion) наводе мраве из рода Myrmica да их однесу у мравље колоније где се хране мрављим јајима и ларвама.
Гусенице имају главу на којој се налазе кратке антене, неколико простих очију и усни апарат који је прилагођен за грицкање; груди на којима су три пара ногу и трбух на коме се налази неколико пари лажних ногу.

## Таксономија

### ПодредZeugloptera
- натпородица Micropterigoidea
  - породица Micropterigidae

### ПодредAglossata
- натпородица Agathiphagoidea
  - породица Agathiphagidae

### ПодредHeterobathmiina
- натпородица Heterobathmioidea
  - породица Heterobathmiidae

### ПодредGlossata

#### ИнфраредDacnonypha
- натпородица Eriocranioidea
  - породица Eriocraniidae

#### ИнфраредAcanthoctesia
- натпородица Acanthopteroctetoidea
  - породица Acanthopteroctetidae

#### ИнфраредLophocoronina
- натпородица Lophocoronoidea
  - породица Lophocoronidae

#### ИнфраредNeopseustina
- натпородица Neopseustoidea
  - породица Neopseustidae

#### ИнфраредExoporia
- натпородица Mnesarchaeoidea
  - породица Mnesarchaeidae
- натпородица Hepialoidea
  - породица Palaeosetidae
  - породица Prototheoridae
  - породица Neotheoridae
  - породица Anomosetidae
  - породица Hepialidae

#### ИнфраредHeteroneura

##### КладусNepticulina
- натпородица Nepticuloidea
  - породица Nepticulidae
  - породица Opostegidae

##### КладусEulepidoptera, укључује све преостале групе

###### КладусIncurvariina
- натпородица Andesianoidea
  - породица Andesianidae
- натпородица Adeloidea
  - породица Heliozelidae
  - породица Adelidae
  - породица Incurvariidae
  - породица Cecidosidae
  - породица Prodoxidae

###### КладусEtimonotrysia
- натпородица Palaephatoidea
  - породица Palaephatidae
- натпородица Tischerioidea
  - породица Tischeriidae

###### КладусDitrysia, укључује све преостале групе
- породица Millieriidae
- натпородица Tineoidea
  - породица Eriocottidae
  - породица Psychidae
  - породица Tineidae
- натпородица Gracillarioidea
  - породица Roeslerstammiidae
  - породица Bucculatricidae
  - породица Gracillariidae
- натпородица Yponomeutoidea
  - породица Yponomeutidae
  - породица Argyresthiidae
  - породица Plutellidae
  - породица Glyphipterigidae
  - породица Ypsolophidae
  - породица Attevidae
  - породица Praydidae
  - породица Heliodinidae
  - породица Bedelliidae
  - породица Lyonetiidae

###### КладусApoditrysia, укључује све преостале групе
- породица Prodidactidae
- породица Douglasiidae
- натпородица Simaethistoidea
  - породица Simaethistidae
- натпородица Gelechioidea
  - породица Autostichidae
  - породица Lecithoceridae
  - породица Xyloryctidae
  - породица Blastobasidae
  - породица Oecophoridae
  - породица Schistonoeidae
  - породица Lypusidae
  - породица Chimabachidae
  - породица Peleopodidae
  - породица Elachistidae
  - породица Syringopaidae
  - породица Coelopoetidae
  - породица Stathmopodidae
  - породица Epimarptidae
  - породица Batrachedridae
  - породица Coleophoridae
  - породица Momphidae
  - породица Pterolonchidae
  - породица Scythrididae
  - породица Cosmopterigidae
  - породица Gelechiidae
- натпородица Alucitoidea
  - породица Tineodidae
  - породица Alucitidae
- натпородица Pterophoroidea
  - породица Pterophoridae
- натпородица Carposinoidea
  - породица Copromorphidae
  - породица Carposinidae
- натпородица Schreckensteinioidea
  - породица Schreckensteiniidae
- натпородица Epermenioidea
  - породица Epermeniidae
- натпородица Urodoidea
  - породица Urodidae
- натпородица Immoidea
  - породица Immidae
- натпородица Choreutoidea
  - породица Choreutidae
- натпородица Galacticoidea
  - породица Galacticidae
- натпородица Tortricoidea
  - породица Tortricidae
- натпородица Cossoidea
  - породица Brachodidae
  - породица Cossidae
  - породица Dudgeoneidae
  - породица Metarbelidae
  - породица Ratardidae
  - породица Castniidae
  - породица Sesiidae
- натпородица Zygaenoidea
  - породица Epipyropidae
  - породица Cyclotornidae
  - породица Heterogynidae
  - породица Lacturidae
  - породица Phaudidae
  - породица Dalceridae
  - породица Limacodidae
  - породица Megalopygidae
  - породица Aididae
  - породица Somabrachyidae
  - породица Himantopteridae
  - породица Zygaenidae

###### КладусObtectomera, укључује све преостале групе
- натпородица Whalleyanoidea
  - породица Whalleyanidae
- натпородица Thyridoidea
  - породица Thyrididae
- натпородица Hyblaeoidea
  - породица Hyblaeidae
- натпородица Calliduloidea
  - породица Callidulidae
- натпородица Pyraloidea
  - породица Pyralidae
  - породица Crambidae
- натпородица Mimallonoidea
  - породица Mimallonidae

###### КладусMacroheterocera(Macrolepidoptera), укључује све преостале групе
- натпородица Drepanoidea
  - породица Cimeliidae
  - породица Doidae
  - породица Drepanidae
- натпородица Lasiocampoidea
  - породица Lasiocampidae
- натпородица Bombycoidea
  - породица Apatelodidae
  - породица Eupterotidae
  - породица Brahmaeidae
  - породица Phiditiidae
  - породица Anthelidae
  - породица Carthaeidae
  - породица Endromidae
  - породица Bombycidae
  - породица Saturniidae
  - породица Sphingidae
- натпородица Geometroidea
  - породица Epicopeiidae
  - породица Sematuridae
  - породица Uraniidae
  - породица Geometridae
- натпородица Noctuoidea
  - породица Oenosandridae
  - породица Notodontidae
  - породица Erebidae
  - породица Euteliidae
  - породица Nolidae
  - породица Noctuidae

###### КладусRhopalocera(дневни лептири)
- натпородица Hedyloidea
  - породица Hedylidae
- натпородица Hesperioidea
  - породица Hesperiidae
- натпородица Papilionoidea
  - породица Papilionidae
  - породица Pieridae
  - породица Riodinidae
  - породица Lycaenidae
  - породица Nymphalidae

### Фосили
Изумрле породице лептира (познате захваљујућим очуваним фосилима) чији је таксономски положај несигуран:
- породица Archaeolepidae
- породица Mesokristenseniidae
- породица Eolepidopterigidae
- породица Undopterigidae